# Кубок Боснії і Герцеговини з футболу 2003—2004
Кубок Боснії і Герцеговини з футболу 2003–2004 — 10-й розіграш кубкового футбольного турніру в Боснії і Герцеговині. Володарем кубку вперше стала Модрича.

## Календар
| Раунд       | Дата                          | Матчі | Клуби   |
| ----------- | ----------------------------- | ----- | ------- |
| 1/16 фіналу | 17 вересня 2003               | 16    | 32 → 16 |
| 1/8 фіналу  | 22-29 жовтня/5 листопада 2003 | 16    | 16 → 8  |
| 1/4 фіналу  | 19/22-29 листопада 2003       | 8     | 8 → 4   |
| 1/2 фіналу  | 17 березня/7 квітня 2004      | 4     | 4 → 2   |
| Фінал       | 26 травня 2004                | 1     | 2 → 1   |

## 1/16 фіналу
| Команда 1           | Рахунок      | Команда 2         |
| ------------------- | ------------ | ----------------- |
| 17 вересня 2003     |              |                   |
| Кіселяк             | 0:0 пен. 3:4 | Модрича           |
| Любушкі             | 0:1          | Челік             |
| Слобода (Нови Град) | 1:0          | Бротньо           |
| Босна (Калесія)     | 4:0          | Широкі Брієг      |
| Младост (Гацко)     | 1:0          | Посуш'є           |
| Хайдук (Ораш'є)     | 1:1 пен. 5:3 | Травнік           |
| Олімпік             | 1:2          | Борац (Баня-Лука) |
| Фінвест             | 2:0          | Гласінац          |
| Вележ               | 0:2          | Рудар (Углєвик)   |
| Славія              | 1:0          | Зриньські         |
| Любич (Прнявор)     | 0:0 пен. 8:7 | Леотар            |
| Подгрмец            | 2:1          | Слобода (Тузла)   |
| Дриновці            | 2:1          | Сараєво           |
| Єдинство (Брцко)    | 1:0          | Жепче             |
| Козара              | 2:0          | Желєзнічар        |
| Горажде             | -:+          | Ораш'є            |

## 1/8 фіналу
| Команда 1                     | Заг.    | Команда 2       | 1-й матч | 2-й матч |
| ----------------------------- | ------- | --------------- | -------- | -------- |
| 22-29 жовтня/5 листопада 2003 |         |                 |          |          |
| Борац (Баня-Лука)             | 5:2     | Рудар (Углєвик) | 2:0      | 3:2      |
| Младост (Гацко)               | 1:3     | Славія          | 1:2      | 0:1      |
| Єдинство (Брцко)              | 2:2 (ч) | Любич (Прнявор) | 1:0      | 1:2      |
| Босна (Калесія)               | 2:7     | Козара          | 0:2      | 2:5      |
| Челік                         | 3:6     | Модрича         | 3:1      | 0:5      |
| Дриновці                      | 2:2 (ч) | Ораш'є          | 1:0      | 1:2      |
| Фінвест                       | 1:4     | Подгрмец        | 0:0      | 1:4      |
| Слобода (Нови Град)           | 2:1     | Хайдук (Ораше)  | 1:0      | 1:1      |

## 1/4 фіналу
| Команда 1               | Заг. | Команда 2         | 1-й матч | 2-й матч |
| ----------------------- | ---- | ----------------- | -------- | -------- |
| 19/22-29 листопада 2003 |      |                   |          |          |
| Модрича                 | 5:1  | Єдинство (Брцко)  | 2:1      | 3:0      |
| Козара                  | 1:2  | Борац (Баня-Лука) | 1:1      | 0:1      |
| Подгрмец                | 2:7  | Славія            | 1:5      | 1:2      |
| Слобода (Нови Град)     | 3:5  | Дриновці          | 2:0      | 1:5      |

## 1/2 фіналу
| Команда 1                | Заг. | Команда 2         | 1-й матч | 2-й матч |
| ------------------------ | ---- | ----------------- | -------- | -------- |
| 17 березня/7 квітня 2004 |      |                   |          |          |
| Славія                   | 0:1  | Борац (Баня-Лука) | 0:1      | 0:0      |
| Модрича                  | 2:2  | Дриновці          | 1:0      | 1:0      |

## Фінал
| 26 травня 2004 |

| Борац (Баня-Лука) | 1:1 | Модрича       |
| ----------------- | --- | ------------- |
| Джурич 40'        |     | Новакович 72' |

| Кошево, Сараєво |

|  |     | Пенальті |
|  | 2:4 |          |